# 제7심리작전단
제7심리작전단(7th Psychological Operations Group)은 캘리포니아주 모펫트 비행장에 본부를 두고있는 미국 육군 예비군 민사심리작전사령부(USACAPOC) 소속 심리작전부대이다. 표어는 "Support By Truth→진실에 따른 지원".

## 역사

### 미국 류큐 제도 육군
부대는 1965년 8월 19일에 정규군 제7심리작전단으로 구상되어 10월 20일에 창설 및 활동을 시작하였다. 류큐사령부 배속부대로서 오키나와현 우라소에시 아자마키항에 있는 마키미나토 보급지구에서 류큐 열도 미국민정부의 류큐 민족에 대한 민사 및 심리작전을 담당하였다. 제16심리작전중대가 운영하던 다이라가와 통신소(영어: Deragawa Communication Site)을 통해 류큐 민족을 대상으로 한 미국의 소리(VOA), 외부적으로는 단파통신에 의한 조선민주주의인민공화국을 대상으로 한 유엔의 목소리(VUNC) 라디오 방송을 송출하였다. 1971년 6월 30일까지 방송하였다.
1972년 5월 15일, 오키나와 반환 협정의 결과로 부대의 "제7심리작전단 창고"와 "마키미나토 해군창고"가 마키미나토 보급지구 보조시설으로 통합되었다.
1974년 6월 30일, 노스캐롤라이나주 포트 브래그에서 해산하였다.

### 미국 육군 예비군
1년 뒤, 제7심리작전단은 1975년 10월 30일에 육군 예비군 소속 부대로서 캘리포니아주 프레시디오 오브 샌프란시스코에서 재소집되었다.
1994년 9월 15일에 캘리포니아주의 모펫트 비행장으로 이사하였다.
2004년 5월, 미국 육군 예비군으로 전환된 민사심리작전사령부(USACAPOC)로 전속하였다.

## 부대

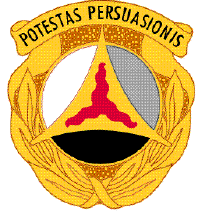
제10심리작전대대
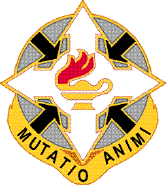
제12심리작전대대
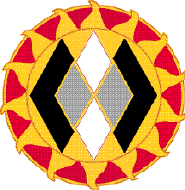
제14심리작전대대
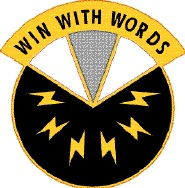
제17심리작전대대

- 제10심리작전대대 - 미주리주 세인트루이스
- 제12심리작전대대 - 워싱턴주 포트 루이스
- 제14심리작전대대 - 캘리포니아주 마운틴뷰
- 제17심리작전대대 - 텍사스주 어스틴

## 기록

### 소속
1. 류큐사령부/미국 류큐 제도 육군, 1965년 8월 19일
2. 미국 육군 예비군, 1975년
3. 민사심리작전사령부(USACAPOC), 2004년 5월

### 계보
- 1965년 8월 19일, 7th Psychological Operations Group
→제7심리작전단
- 1975년 10월 30일, Headquarters and Headquarters Detachment, 7th Psychological Operations Group
육군 예비군에 할당됨.
→제7심리작전단, 본부 및 본부분견대
- 1990년 9월 18일, Headquarters and Headquarters Company, 7th Psychological Operations Group
→제7심리작전단, 본부 및 본부중대

### 스트리머
| 스트리머 | 이름              | 내역                  | Ref |
| -------- | ----------------- | --------------------- | --- |
|          | 육군 공료부대표창 | 태평양 지역 1965-1967 |     |
|          | 육군 공료부대표창 | 태평양 지역 1967-1968 |     |
|          | 육군 공료부대표창 | 태평양 지역 1968-1970 |     |
|          | 육군 공료부대표창 | 태평양 지역 1972-1973 |     |

## 참고
- “Headquarters and Headquarters Company, 7th Psychological Operations Group” (영어). United States army Center of History. 1996년 12월 4일. 2023년 5월 31일에 확인함.
- “7th Psychological Operations Group”. 《globalsecurity.org》 (영어). 2023년 5월 31일에 확인함.